# Persone di nome David/Scrittori
| Questa pagina contiene informazioni ricavate automaticamente dalle voci biografiche con l'ausilio del template Bio e di un bot. L'aggiornamento è periodico e automatico e ricostruisce completamente la pagina. Se manca una persona in questa lista, sei pregato di non aggiungerla, ma accertati piuttosto che la sua voce biografica contenga il template Bio e che i dati anagrafici siano correttamente compilati. Se il template Bio manca, inseriscilo tu stesso o, in alternativa, metti l'avviso {{tmp\|Bio}} che ne segnala la mancanza. Se i dati riportati sono sbagliati, correggi direttamente la voce biografica; le modifiche saranno visibili in questa lista entro pochi giorni. Per chiarimenti vedi il progetto antroponimi. La lista contiene solo le 85 persone che sono citate nell'enciclopedia e per le quali è stato implementato correttamente il template Bio. Pagina aggiornata al 6 giu 2025. |

Questa è una lista di persone presenti nell'enciclopedia che hanno il nome David e sono scrittori.

## A(3)
- David Albahari, scrittore serbo (Peć, n. 1948 - Belgrado, † 2023)
- David Alexander, scrittore e giornalista statunitense (Shelbyville, n. 1907 - Louisville, † 1973)
- David Almond, scrittore inglese (Newcastle upon Tyne, n. 1951)

## B(10)
- David Baddiel, scrittore, sceneggiatore e regista britannico (New York, n. 1964)
- David Baldacci, scrittore e avvocato statunitense (Richmond, n. 1960)
- David Bandelj, scrittore italiano (Gorizia, n. 1978)
- Dave Barry, scrittore statunitense (Armonk, n. 1947)
- David Benedictus, scrittore e produttore televisivo britannico (Londra, n. 1938 - † 2023)
- David Benioff, scrittore e sceneggiatore statunitense (New York, n. 1970)
- David Bidussa, scrittore, giornalista e storico italiano (Livorno, n. 1955)
- David Bosc, scrittore francese (Carcassonne, n. 1973)
- David Bret, scrittore e giornalista francese (Parigi, n. 1954)
- David Davidovič Burljuk, scrittore, pittore e giornalista russo (Rjabušky, n. 1882 - Long Island, † 1967)

## C(3)
- David Cirici, scrittore e filologo spagnolo (Barcellona, n. 1954)
- David Clement-Davies, scrittore inglese (n. 1964)
- David G. Compton, scrittore britannico (Londra, n. 1930 - Maine, † 2023)

## D(5)
- David Dalglish, scrittore statunitense (Fort Lauderdale, n. 1984)
- David Stuart Davies, scrittore e anglista britannico (Huddersfield, n. 1946 - Huddersfield, † 2024)
- David Diop, scrittore francese (Parigi, n. 1966)
- David Duncan, scrittore e sceneggiatore statunitense (Billings, n. 1913 - Everett, † 1999)
- David Anthony Durham, scrittore statunitense (n. 1969)

## E(4)
- David Ebershoff, scrittore e curatore editoriale statunitense (Pasadena, n. 1969)
- David Eddings, scrittore statunitense (Spokane, n. 1931 - Carson City, † 2009)
- David Ely, scrittore statunitense (Chicago, n. 1927)
- David Ellis, scrittore e avvocato statunitense

## F(1)
- David Foenkinos, scrittore, regista e sceneggiatore francese (Parigi, n. 1974)

## G(7)
- David Garnett, scrittore e editore britannico (Brighton, n. 1892 - Montcuq, † 1981)
- David Gemmell, scrittore britannico (Londra, n. 1948 - † 2006)
- David Gilman, scrittore britannico
- David Goldblatt, scrittore e giornalista britannico (Londra, n. 1965)
- David Goodis, scrittore statunitense (Filadelfia, n. 1917 - Filadelfia, † 1967)
- David Grossman, scrittore israeliano (Gerusalemme, n. 1954)
- David Guterson, scrittore, docente e poeta statunitense (Seattle, n. 1956)

## H(3)
- David Handler, scrittore statunitense (Los Angeles, n. 1952)
- David Horowitz, scrittore statunitense (New York, n. 1939 - † 2025)
- David Hunter Blair, scrittore e abate scozzese (Portpatrick, n. 1853 - † 1939)

## I(1)
- David Icke, scrittore e giornalista britannico (Leicester, n. 1952)

## J(1)
- David Joy, scrittore statunitense (Charlotte, n. 1983)

## K(3)
- Clive King, scrittore britannico (Richmond upon Thames, n. 1924 - Thurlton, † 2018)
- David Kirk, scrittore inglese (Peterborough, n. 1983)
- David Kyle, scrittore statunitense (Monticello, n. 1919 - † 2016)

## L(8)
- David Lagercrantz, scrittore e giornalista svedese (Solna, n. 1962)
- David Herbert Lawrence, scrittore, poeta e drammaturgo britannico (Eastwood, n. 1885 - Vence, † 1930)
- David Leaf, scrittore, regista e produttore cinematografico statunitense (n. 1952)
- David Leavitt, scrittore statunitense (Pittsburgh, n. 1961)
- David Levithan, scrittore statunitense (New Jersey, n. 1972)
- David Lipsky, scrittore statunitense (New York, n. 1965)
- David Liss, scrittore e fumettista statunitense (New Jersey, n. 1966)
- David Lodge, scrittore, critico letterario e anglista britannico (Londra, n. 1935 - Birmingham, † 2025)

## M(9)
- John le Carré, scrittore britannico (Poole, n. 1931 - Truro, † 2020)
- David Machado, scrittore portoghese (Lisbona, n. 1978)
- David Malouf, scrittore australiano (Brisbane, n. 1934)
- David Markson, scrittore statunitense (Albany, n. 1927 - New York, † 2010)
- David Means, scrittore statunitense (Kalamazoo, n. 1961)
- David Mitchell, scrittore inglese (Southport, n. 1969)
- David Mitrani Arenal, scrittore cubano (L'Avana, n. 1966)
- David Macbeth Moir, scrittore, poeta e medico scozzese (Musselburgh, n. 1798 - † 1851)
- David Morrell, scrittore e critico letterario canadese (Kitchener, n. 1943)

## N(1)
- David Nicholls, scrittore, sceneggiatore e autore televisivo britannico (Eastleigh, n. 1966)

## O(1)
- David Ohle, scrittore statunitense (New Orleans, n. 1941)

## P(5)
- David Peace, scrittore britannico (Ossett, n. 1967)
- David Perlmutter, scrittore polacco (Łódź, n. 1937)
- David Graham Phillips, scrittore e giornalista statunitense (Madison, n. 1867 - New York, † 1911)
- Dav Pilkey, scrittore e illustratore statunitense (Cleveland, n. 1966)
- David Pinski, scrittore e sceneggiatore russo (Mogilev, n. 1872 - Haifa, † 1959)

## R(3)
- David Rousset, scrittore e saggista francese (Roanne, n. 1912 - Parigi, † 1997)
- David Langford, scrittore, editore e critico letterario britannico (Newport, n. 1953)
- David Rubín, scrittore e fumettista spagnolo (Ourense, n. 1977)

## S(7)
- David Safier, scrittore tedesco (Brema, n. 1966)
- David Seltzer, scrittore, sceneggiatore e regista statunitense (Highland Park, n. 1940)
- David Shahar, scrittore israeliano (Gerusalemme, n. 1926 - Parigi, † 1997)
- David Sherlock, scrittore e sceneggiatore inglese
- David Simon, scrittore, giornalista e sceneggiatore statunitense (Washington, n. 1960)
- David Small, scrittore e illustratore statunitense (Detroit, n. 1945)
- David Szalay, scrittore canadese (Montréal, n. 1974)

## V(3)
- David Van Reybrouck, scrittore, storico e archeologo belga (Bruges, n. 1971)
- David Vann, scrittore statunitense (Isola di Adak, n. 1966)
- David Vogel, scrittore ucraino (Satanov, n. 1891 - Auschwitz, † 1944)

## W(5)
- David Walker, scrittore statunitense (Wilmington, n. 1785 - Boston, † 1830)
- David Foster Wallace, scrittore e saggista statunitense (Ithaca, n. 1962 - Claremont, † 2008)
- David Wechsler, scrittore e sceneggiatore svizzero (Zurigo, n. 1918 - Zurigo, † 1990)
- David Niall Wilson, scrittore statunitense (Contea di Clay, n. 1959)
- David Wong, scrittore statunitense (Lawrenceville, n. 1975)

## Y(1)
- David Young, scrittore britannico (Cottingham, n. 1958)

## Z(1)
- Dave Zeltserman, scrittore statunitense (Boston, n. 1959)